# Ограда Летнего сада (Нева)
Ограда Летнего сада со стороны Невы — памятник архитектуры, расположенный в Санкт-Петербурге с северной стороны Летнего сада.

## Описание
До начала благоустройства набережных Невы в 1763 году Летний сад выходил непосредственно к реке. При благоустройстве был создан насыпной берег шириной около 50 метров и Прачечный мост; стало необходимо огородить сад и создать проезды в него со стороны Невы.
Внешне ограда состоит из гранитных столбов и железных звеньев с орнаментальными украшениями, сделанными из позолоченной бронзы. Одинарные копья чередуются с параллельными брусьями, которые охвачены круглой розеткой, за счёт чего число остриев копий уменьшено вдвое, что смещает акцент со скрепляющей копья посередине горизонтальной тяги. Ворота соответствовали бы стилю ампир, если бы не панно с вазами в верхней части — «компонованными с просветами, как на чертежах Гюкье, но в чистейшем стиле Людовика XVI».
Звенья были выкованы в 1773—1777 годах в тульском заводе купца Денисова, а столбы вытесаны мастеровыми села Путилова, рядом с которым находились каменоломни. Изначально проект ограды не предусматривал вазы и урны (также гранитные, из рапакиви), они были установлены в 1784 году. У ваз сделаны простые по рисунку, но красивые ручки.
Предположительно автор ограды — Ю. М. Фельтен, в смете на постройку стоит его подпись. Известно, что в создании проекта ограды принимал участие П. Е. Егоров. В литературе с созданием ограды также связываются имена Ивана Фока, Даниила Вунша (мастеров по отливке), Жан-Батиста Валлен-Деламота, В. Баженова и Кваренги (хотя также отмечается, что оснований для упоминания трёх последних нет).
Изначально была сделана деревянная модель решётки, по ней были определены размеры и заданы пропорции. Предполагалось, что столбов будет 15, после сноса второго Летнего дворца запланированная длина изменилась в большую сторону. Смета и чертёж на изготовление медных деталей выполнены не Фельтеном, хотя допускается, что их делал его помощник по его задумке. Пётр Егоров участвовал в строительстве с ноября 1772 года. В окончательном варианте было установлено 36 гранитных столбов и 32 звена решётки, одни большие ворота и двое малых — все напротив трёх главных аллей сада. Рядом с большими воротами в 1866 году было совершено покушение Д. В. Каракозова на Александра II, после чего в 1870 году на их месте Р. И. Кузьминым была создана часовня, снесённая, в свою очередь, в 1930 году с заменой пустого пространства на звено решётки. При реставрации 2009—2011 годов Центральные ворота были восстановлены.
Одновременно с установкой южной ограды Летнего сада по рисунку Л. И. Шарлеманя в 1826 году были сделаны вееробразные решётки, дополнившие оригинальную ограду.
Внешним видом решётки восхищались, среди прочих, К. Н. Батюшков, В. А. Рождественский и Д. И. Соколов.
После блокады Ленинграда при реставрации очищался и промывался гранитный цоколь, были выправлены и окрашены графитом погнутые звенья, заново золотились накладные металлические украшения. При реставрации в 1950-х годах часть утраченных деталей была выполнена из алюминия.
Во второй половине XVIII века ворота и решётка сада красились методом воронения, и, следовательно, были чёрными; на протяжении ряда реставраций предполагалось, что требуется окрашивание в серый цвет, но в 2011 году было принято решение окраски в чёрный цвет современными технологиями.

## Галерея

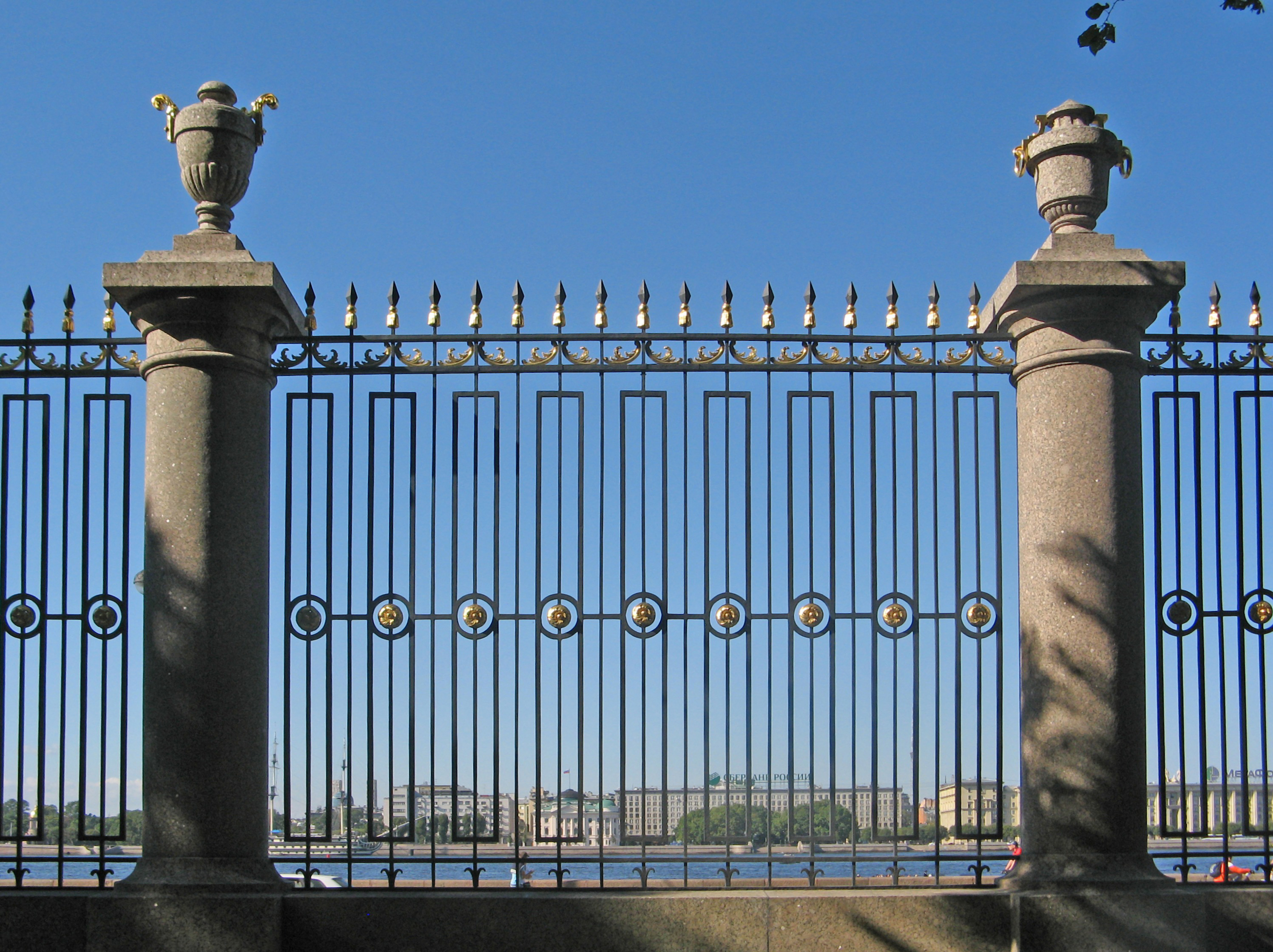
Звено решётки
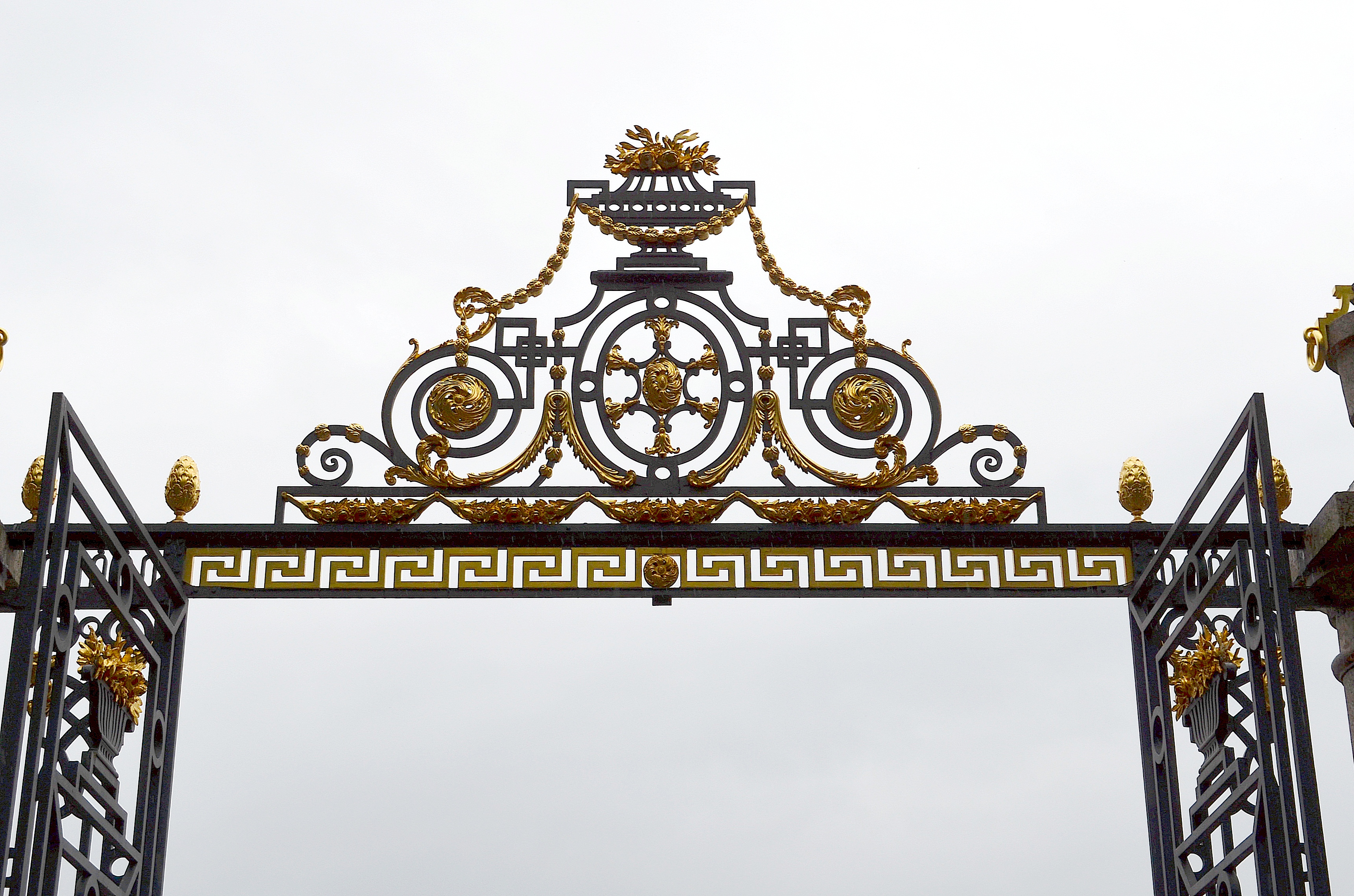
Навершие центральных ворот
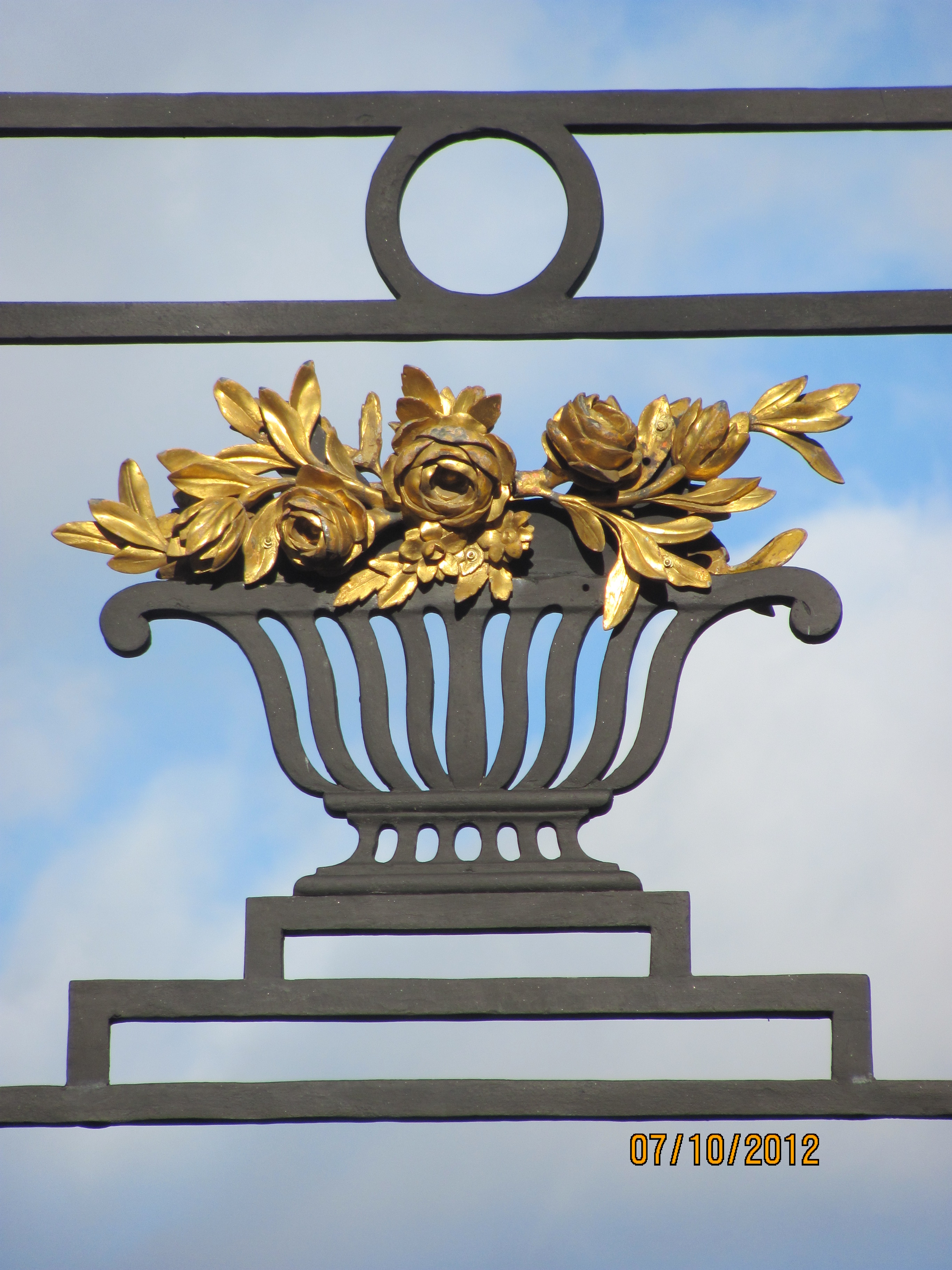
Элемент ворот
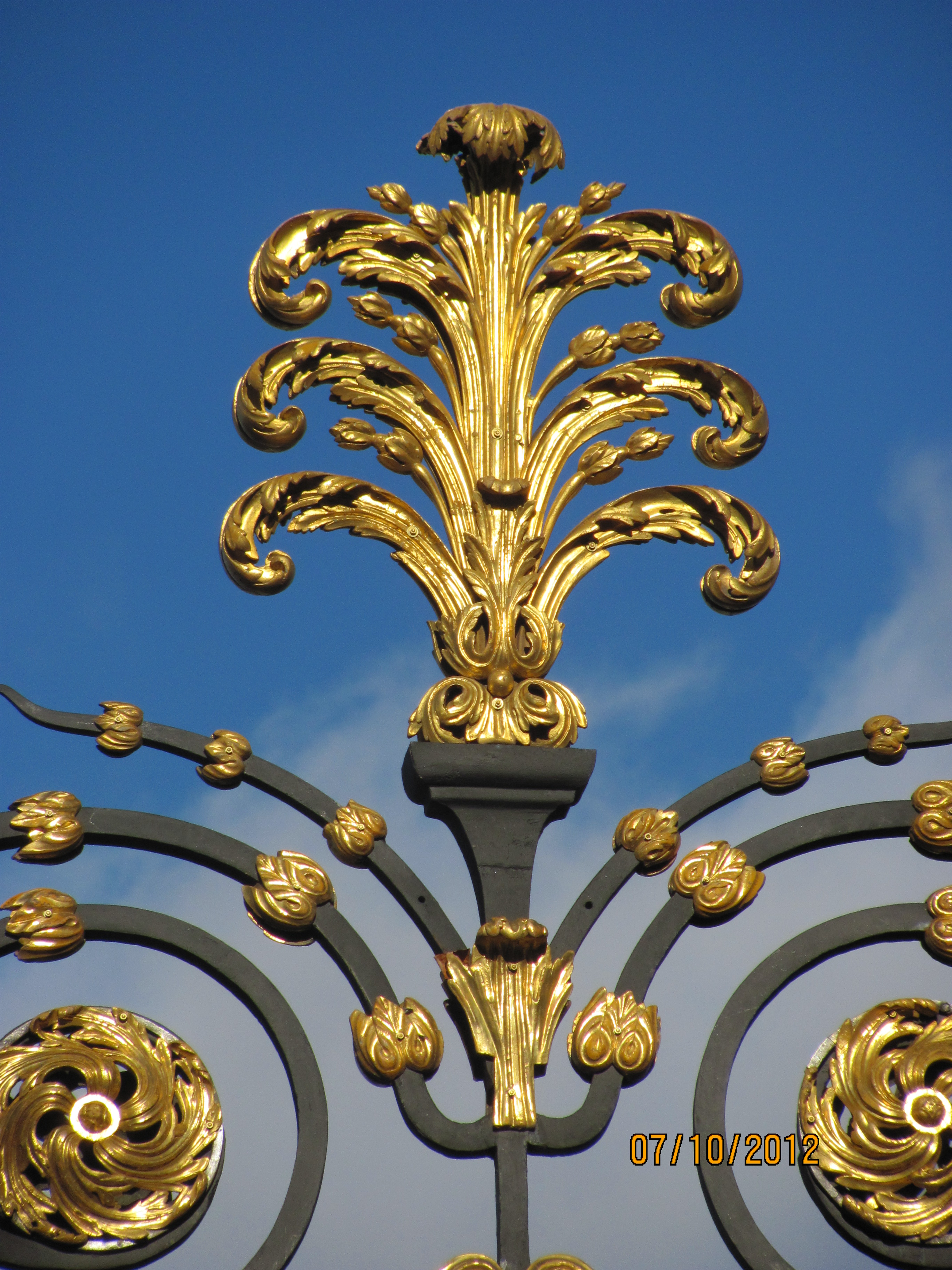
Элемент ворот
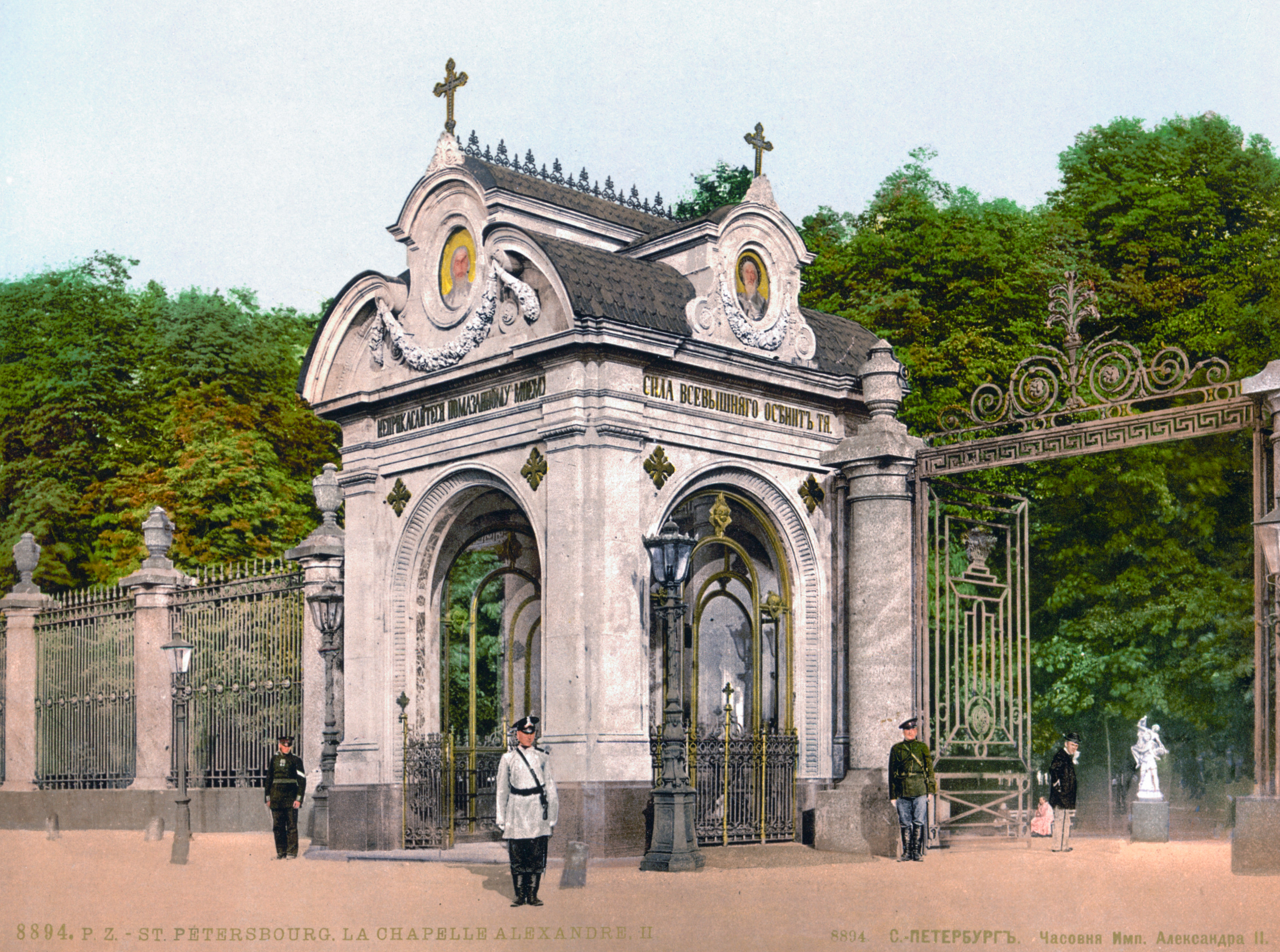
Часовня на месте покушения, между 1890 и 1905 годами
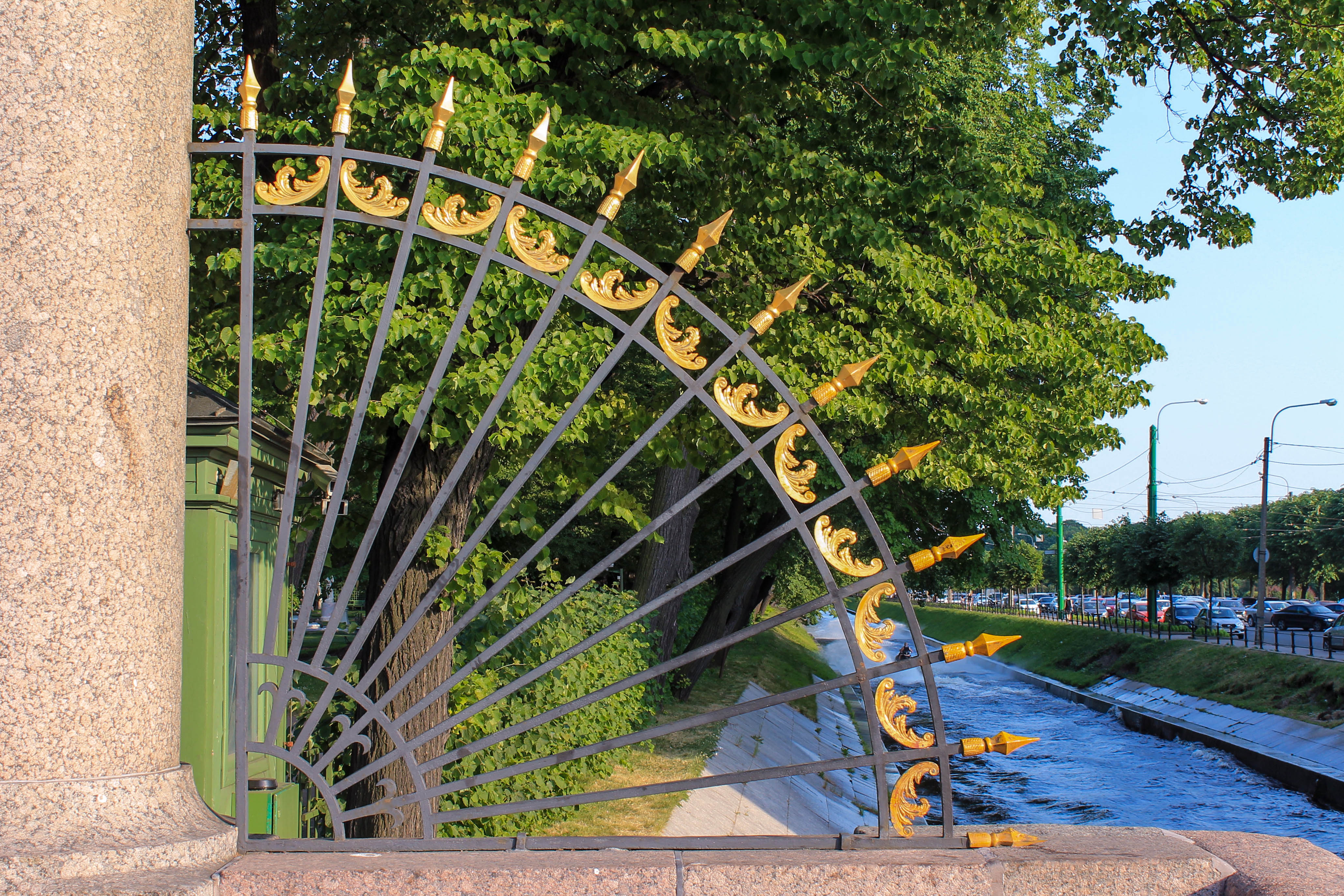
Добавленный Шарлеманем элемент